# Cuphodes paragrapta
Cuphodes paragrapta är en fjärilsart som först beskrevs av Edward Meyrick 1915.  Cuphodes paragrapta ingår i släktet Cuphodes och familjen styltmalar.
Artens utbredningsområde är Guyana. Inga underarter finns listade i Catalogue of Life.